# ماه هفتم (فیلم)
ماه هفتم (به انگلیسی: Seventh Moon) فیلمی محصول سال ۲۰۰۸ و به کارگردانی ادواردو سانچز است. در این فیلم بازیگرانی همچون ایمی اسمارت، تیم چولو و دنیس چان ایفای نقش کرده‌اند.